# Marine anglaise sous la période Tudor
 (septembre 2021).
 (septembre 2021).
Certains termes anglais peu courants en français devraient être remplacés par des termes français équivalents mieux connus.

Enseigne de la marine Tudor 1485-1603

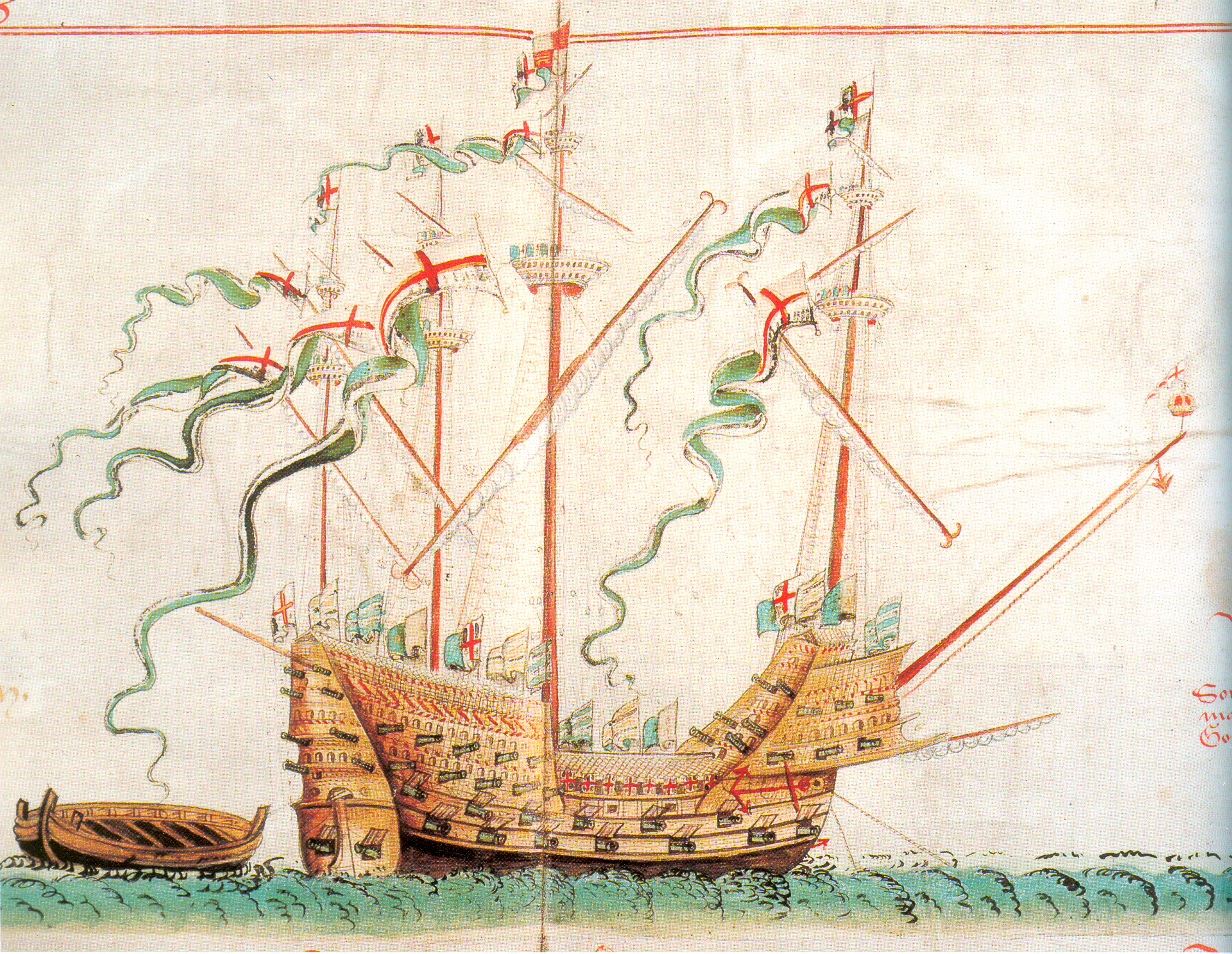
La caraque de la marine Tudor Henry Grace à Dieu (lancé en 1514) comme représenté dans le Anthony Roll de 1546

La marine anglaise sous la période des Tudor, donc la marine du Royaume d'Angleterre sous la dynastie des Tudor (1485-1603), est marquée par des changements importants et critiques menant à l'établissement d'une marine permanente et formée, et jetant les bases d'une véritable industrie navale qui mène à la Royal Navy contemporaine. 

## Henri VII
Henri VII a favorisé la puissance maritime. Il appuya l'ancienne loi de 1381 qui stipulait « que, pour augmenter la marine d'Angleterre, aucune marchandise ne doit être exportée ou importée, sans  les navires appartenant aux sujets du roi ». Bien qu'il n'y ait aucune preuve d'un changement conscient de politique, Henry s'est rapidement lancé dans un programme de construction de navires marchands plus grands qu'auparavant. Il a également investi dans des chantiers navals et a commandé la plus ancienne cale sèche en 1495, toujours visible aujourd'hui à Portsmouth, lieu où fut construit le premier navire, le Sweepstake.

## Henri VIII
Le biographe Jack Scarisbrick dit qu'Henri VIII (règne de 1509 à 1547) méritait le titre traditionnel de « père de la marine anglaise ». Ayant hérité de sept petits navires de guerre de son père, il en ajoute deux douzaines en 1514. En plus de ceux construits en Angleterre, il achète des navires de guerre italiens et hanséatiques afin de comparer les savoirs en termes de construction et d'armements. En mars 1513, il regarde fièrement sa flotte descendre la Tamise sous le commandement de Sir Edmund Howard.[Information douteuse] C'était la force navale la plus puissante à ce jour dans l'histoire anglaise : 24 navires menés par le « Henry Imperial » de 1600 tonnes ; la flotte transportait 5000 marins de combat et 3000 marins de la marine marchande. La flotte anglaise contraint la flotte française, en infériorité numérique, à retourner dans ses ports, elle prend le contrôle de la Manche et  bloque la rade de Brest. Henry est le premier roi à organiser la marine comme une force permanente, avec une structure administrative et logistique permanente, la création d'écoles de formation d'officiers de marine financée par les recettes fiscales et supervisée par le nouveau Navy Board.
Son attention personnelle se concentra sur la terre où il fonda les chantiers royaux, planta des arbres dédiés à la construction navale, promulgua des lois et les codes de la navigation intérieure, garda le littoral avec des fortifications, créa des écoles de navigation et décrit les rôles et devoirs des officiers et des marins. Il a supervisé de près la construction de tous ses navires de guerre et de leurs canons, connaissant leurs conceptions, leur vitesse, leur tonnage, leurs armements et leurs tactiques de combat. Il a encouragé ses architectes navals, perfectionnant la technique italienne de montage de canons à la taille du navire, permettant d' abaisser le centre de gravité du navire et de dessiner de meilleurs ponts. Dans toutes les étapes de construction d'un navire, il aimait à  superviser les moindres détails et n'aimait rien de plus que de présider au lancement d'un nouveau navire. Il consacra une  partie de son trésor aux besoins  que suscitées  la marine militaire et la marine marchande en détournant les revenus des nouvelles taxes et  ceux de la vente des terres des monastères,,.
En 1512, Sir Edward Howard devient  Lord Amiral et attaque le 10 août  la Pointe Saint-Mathieu, avec des résultats peu concluants malgré un combat mémorable entre le Régent anglais et la Cordelière française entraînant la destruction des deux. D'autres combats navals en 1513  voient la mort de Sir Edward, son frère Thomas Howard  le remplace à ce poste. En 1514, la caraque de 1 500 tonnes Henry Grace à Dieu fut lancée, le premier deux-pont anglais et l'un des premiers navires de guerre équipés de sabords et de lourds canons en bronze. Henry a également commandé le Rôle d'Antony  (maintenant dans la bibliothèque Pepys ), une étude de sa marine telle qu'elle était vers 1546, d'où proviennent une grande partie des épreuves picturales de ses navires.
Henri VIII a initié la fonte du canon en Angleterre. À la fin de l'ère élisabéthaine (voir l'enquête sur les épaves d'Aldernay), les ferronniers anglais utilisant des hauts fourneaux ont développé la technique de production de canons en fonte qui, bien que moins durables que les canons de bronze dominants à l'époque, étaient beaucoup moins chers et ont permis à l'Angleterre d'armer sa marine plus rapidement.
En fin de compte, le principal résultat de la guerre contre la France a été la décision de maintenir les 30 navires actifs en temps de paix. Cela a entraîné l'établissement d'un certain nombre d'installations à terre comme des administrations supplémentaires; la création de pôles d'excellence comme un charpentier royal en 1538. En 1540, la marine se composait de 45 navires, une flotte de 20 navires a été envoyée en Écosse en 1544 pour débarquer des troupes pour brûler Édimbourg, et en 1545, Lord Lisle avait une force de 80 navires combattant une force française de 130 unités tentant d'envahir l'Angleterre durant  la bataille du Solent où le Mary Rose a coulé). La même année, un mémorandum institue un « King's Majesty's Council of his Marine », une première organisation formelle comprenant sept officiers, chacun en charge d'un domaine précis, présidé par « Lieutenant of the Admiralty » ou vice-amiral Thomas Clere . Quand la guerre n'était pas à portée de main, la marine était principalement occupée à chasser les pirates.
L'historien GR Elton soutient qu'Henry a effectivement construit l'organisation et l'infrastructure de la Marine, mais que ce n'était pas une arme utile pour son style de guerre. Il lui manquait l'art de la guerre navale une stratégie utile. Sa marine lui servait à se défendre contre une invasion et à rehausser le prestige international de l'Angleterre.

## Edouard VI et MarieIre
Edward VI et Mary I ont peu ajouté de nouveautés à la marine de leur père. Bien que la marine ait été impliquée inefficacement  dans des escarmouches  navales après  la mort d'Henri VIII, Mary reconduit  le programme de construction. La marine se comporta alors, de manière satisfaisante sinon remarquable sans empêcher pour autant  la  perte de Calais dans la guerre contre  la France de 1557 à 1559. Cependant, le mariage de Marie Ire et de Philippe II a conduit au renouveau du commerce avec l'Espagne, permettant aux constructeurs de navires anglais d'examiner et de copier les innovations modernes des galions espagnols aux besoins de la marine anglaise. Cela s'avérera plus tard crucial pour la croissance et le développement du galion construit pour la course et de la marine élisabéthaine qui obtiendra quelques triomphes contre l'Armada espagnole pendant la guerre entre l'Angleterre protestante et l'Espagne catholique.

## Élisabeth I
Alors qu'Henri VIII avait lancé la Royal Navy, ses successeurs le roi Édouard VI et la reine Mary I l'avaient ignoré et réduit à une défense côtière. Elizabeth a fait de la force navale une priorité élevée. Elle risqua la guerre contre  l'Espagne en soutenant les « Sea Dogs », tels que John Hawkins et Francis Drake, qui s'en prenaient aux navires marchands espagnols transportant de l'or et de l'argent provenant du Nouveau Monde.
Un examen de la flotte lors de l' accession d'Elizabeth I en 1559 a montré que la marine se composait de 39 navires, et qu'il était prévu d'en construire 30 autres, à regrouper en cinq catégories (une préfiguration du système de notation ). Elizabeth maintint la marine à des dépenses constantes pendant les 20 années suivantes et maintint un rythme de construction constant de navires.

### Les progrès technologiques
Les chantiers navals anglais étaient leader en matière d'innovations technologiques pendant que les capitaines élaboraient de nouvelles stratégies d'attaque navales. Parker soutient que . le trois-mats carré était  l'une des plus grandes avancées technologiques navales de ce siècle et a transformé à jamais la guerre navale. En 1573, les charpentiers de marine anglais introduisent de nouveaux concepts qui apparaissent dans la construction du Dreadnought en lui permettant, non seulement de naviguer et de manœuvrer plus rapidement  mais aussi de porter des canons plus lourds, avec une portée de tir plus importante. 
Alors qu'auparavant, les navires de guerre essayaient de s'accrocher l'un à l'autre à l'aide de filins pour que les soldats puissent monter à bord du navire ennemi, maintenant ils s'écartent et tirent des bordées de boulets qui coulent le navire ennemi.
La tentative d'invasion de l'Angleterre  par les espagnols a été un fiasco. La supériorité des navires anglais aidée par une météo exécrable a permis de déjouer l'invasion et a conduit à la destruction de l'Armada espagnole  marquant ainsi le point culminant du règne d'Elizabeth en 1588.Techniquement, l'Armada a échoué parce que la stratégie  complexe de l'Espagne exigeait une coordination entre la flotte d'invasion et l'armée espagnole déjà débarquée. Enfin, les canons espagnols de cette époque sont très pénalisant dans une bataille navale à distance rapprochée car beaucoup plus lents à  être rechargé, ce qui a permis aux Anglais de prendre le contrôle de la bataille. L'Espagne et la France ont toutefois, toujours des flottes plus puissantes, mais l'Angleterre les rattrape.

## Structure de la marine Tudor

### Fonctionnaires clés de 1485 à 1546
- Officiers de 1485 à 1546 inclus : [14]
  - Amiral anglais, irlandais et d'Aquitaine
    - John de Vere (13e comte d'Oxford), 1485-1512[14]
    - Sir Edward Howard, 1512-1513[14]
    - Thomas Howard (3e duc de Norfolk), 1513-1525[14]
    - Henry FitzRoy (1er duc de Richmond et Somerset), 1525-1536[14]
    - William Fitzwilliam, 1er comte def Southampton, 1536-1540[14]
    - John Russell, 1er Lord Russell, 1540-1542[14]
    - John Dudley (1er duc de Northumberland), 1542-1546[14]

  - Trésoriers de la Marine
    - Thomas Rogers, 12 décembre 1480 d.1488[14]
    - William Commersall, 1488-18 mai 1495[14]
    - Robert Brygandine, 19 mai 1495 – 1523[14]
    - Thomas Jermyn et William Gonson, 1523-1533, (conjointement)[14]
    - Léonard Thoreton 1533-1538[14]
    - Vice-amiral Sir Thomas Spert, 1538-1543[14]
    - Edmond Wynter, 1544-1545[14]
    - John Wynter 1545- d. 1546[14]

  - Contrôleurs de la Marine
    - John Hopton, 1512-1524[14]
    - Vice-amiral, Sir Thomas Spert, 1524-1540[14]
    - John Osborne, 1540-1545[14]
    - William Cassé, 1545-1561[14]

  - Les gardiens des entrepôts
    - Vice-amiral, Sir William Gonson, 1524-1545[14]
    - Richard Howlett, 1545-1546[14]

### Principaux responsables de 1546 à 1603
- Les officiers de 1546 à 1603
  - Les Lord Hauts amiraux d'Angleterre[14]
    - Thomas Seymour, 1546-1549[14]
    - John Dudley (1er duc de Northumberland), 1549-1550<[14]
    - Edward Clinton (1er comte de Lincoln), 1550-1554[14]
    - William Howard (1er baron Howard d'Effingham), 1554-1558[14]
    - Edward Clinton (1er comte de Lincoln), 1558-1585[14]
    - Charles Howard (1er comte de Nottingham), 1585-1603[14]

  - Lieutenants de l'Amirauté
En 1546, Henri VIII établit un Conseil de la Marine pour superviser les affaires administratives de la Marine, initialement présidé par le lieutenant de l'Amirauté relevant du Lord High Admiral.
    - Sir Thomas Clere 1545-1552[14]
    - Sir William Woodhouse 1552-1565[14]
    - le poste reste vacant jusqu'en 1604

  - Les trésoriers de la Marine
    - Sir Robert Legge, 1546-1549[14]
    - Benjamin Gonson, 1549-1547[14]
    - Benjamin Gonson et John Hawkins, 1549-1577[14]
    - John Hawkins, 1577-1595[14]
    - Roger Longford, 1595-1598[14]
    - Fulke Greville (1er baron Brooke), 1595-1603[14]

  - Géomètres et gréeurs de la marine
    - Benjamin Gonson 24 April 1546[14]
    - Vice-Admiral, Thomas Spert, 1524-1540[14]
    - Vice Admiral,  William Wynter, juillet 1549[14]
    - Henry Palmer, 11 juillet 1589[14].
    - John Trevor, décembre 1598 -1603[14].

  - Maître  de l'armement naval
    - Vice-Admiral, William Woodhouse, 1546-1552[14]
    - Vice Admiral, Thomas Wyndham, 1552-1553[14]
    - Vice Admiral, William Wynter 1557-1589 (also Surveyor)[14]
    - Poste supprimé en 1589.

  - Contrôleurs de la marine
    - William Broke, 1545-1561[14]
    - Vice-Admiral, William Holstocke, 1561–1580[14]
    - William Burrough, 1580–1598[14]
    - Henry Palmer 1598–1603[14]

  - Gardiens des entrepôts
    - Richard Howlett, 1546-1548[14]
    - William Holstock, 1548-1560[14]
    - Poste fusionné avec celui de trésorier de la marine (1560)

  - Intendants de la Marine
    - Edward Baeshe, 1550-1587[14]
    - James Quarles, 1587-1595[14]
    - Marmaduke Darrell, 1595-1603[14]

  - Greffier de la Marine
    - Richard Howlett, avril 1546- octobre 1560.
    - George Wynter, octobre 1560 – juin 1567.
    - George Wynter, 1567 – 1582.
    - William B. B. Gonson, 1582 – 1596.
    - Benjamin Gonson, 1596 – 1603.

## Héritage
Aussi importante qu'ait été cette période, elle représente un point culminant rapidement perdu par le premier des Stuart. Après 1601, l'efficacité de la marine décline progressivement  tandis que la corruption s'accroît jusqu'à ce qu'une enquête menée en 1618 permette de la maîtriser.

## Voir
- Admiralty in the 16th century
- History of the Royal Navy#1500-1601
- Navy Board
- William Winter (admiral)

### Lecture complémentaire
- Corbett, Julian S. Drake and the Tudor Navy, With a History of the Rise of England as a Maritime Power (2 vol 1898) online
- Glasgow, Tom. "Vice Admiral Woodhouse and ship keeping the Tudor navy," Mariner's Mirror, 63 (1977), pp 253–63
- Konstam, Angus, Sovereigns of the Sea: The Quest to Build the Perfect Renaissance Battleship Wiley. 2008.   (ISBN 0-470-11667-6)
- Loades, David, The Tudor Navy: An administrative, political and military history. Scolar Press, Aldershot. 1992.  (ISBN 0-85967-922-5)
- Loades, David. The Making of the Elizabethan Navy, 1540-1590: From the Solent to the Armada (2009)
- Nelson, Arthur. The Tudor navy: the ships, men and organisation, 1485–1603 (2001)
- Parker, Geoffrey. "The dreadnought revolution of Tudor England." The Mariner's Mirror 82.3 (1996): 269–300.
- Rodger, Nicholas A. M., The Safeguard of the Sea: A Naval History of Britain 660–1649. W.W. Norton & Company, New York. 1997.  (ISBN 0-393-04579-X)
- Rodger, Nicholas A. M., "The Development of Broadside Gunnery, 1450–1650." Mariner's Mirror 82 (1996), pp. 301–24.